# Ofensiva de Raqqa (junio de 2016)
La Ofensiva de Raqqa (junio de 2016) fue una fallida una operación militar lanzada por el Ejército Árabe Sirio y sus aliados, respaldados por Rusia, con el objetivo de capturar la ciudad de Raqqa, principal bastión del grupo terrorista Estado Islámico (o Daesh). La ofensiva fue puesta en marcha luego de que las Fuerzas Democráticas Sirias, apoyadas por EE. UU. hicieran lo propio en el norte de la gobernación, en preparación para sitiar Raqqa.

## Desarrollo
Al momento de iniciarse la operación, el 2 de junio, el bando gubernamental se hallaba a 120 km de Raqqa. En cuestión de horas avanzaron 20 km y capturaron las montañas Abu al-Zein, en la zona de al-Masbah, a menos de 100 km de Raqqa.
Al día siguiente capturaron el cruce de Zakiyah, en el límite que con la gobernación de Homs, posicionándose a 47 km de la base aérea de Tabqa, que se encuentra en manos de Daesh. Sin embargo, los avances se vieron dificultados debido a que los terroristas habían colocado explosivos a lo largo de las rutas. Entre los días 3 y 4 de junio, el bando leal penetró en la gobernación de Raqqa por primera vez desde 2014 y capturó Abu Allaj, la primera localidad en la misma, a 35 km de Tabqa.
El 4 de junio, una tormenta de arena detuvo la ofensiva gubernamental por unas horas. Aprovechándose de la situación, Daesh lanzó un contraataque y recapturó Abu Allaj. Sin embargo, el ejército se apoderó al día siguiente de la colina Syriatel, única línea de defensa de los terroristas antes del poblado, lo que permitió liberar Abu Allaj en pocas horas. Esa misma tarde, las fuerzas leales tomaron otra localidad.
Para el 6 de junio, el ejército estaba a 24 km de la presa de Tabqa y del Lago Assad, y se apoderó de otras dos localidades, a 30 km de la base aérea. Simultáneamente, se producían enfrentamientos por el control del cruce al-Rasafeh y de un puesto policial en la ruta hacia Raqqa. Mientras tanto, Daesh lanzó un contraataque en Ithriyah. El OSDH afirmó que los terroristas cortaron la ruta entre dicha ciudad y Salamiya, mientras que Al Manar aseguró que el asalto había sido repelido. Se reportó que 35 soldados murieron en combate ese mismo día.
El 7 de junio, las fuerzas leales luchaban hacerse con al-Rasafeh, a 25 km de Tabqa, y el OSDH reportó inicialmente la captura de la zona. Sin embargo, el ejército solo penetró en la misma al día siguiente y la aseguró el 10 de junio, quedando posicionadas las fuerzas gubernamentales a entre 15 y 20 km de Tabqa. Asimismo, también capturaron campos petrolíferos cercanos durante el avance. A lo largo del mismo día, la base aérea de Tabqa fue intensamente bombardeada por la aviación siria y rusa,
El 11 de junio, cinco terroristas suicidas, todos adolescentes, atacaron posiciones del ejército en al-Rasafeh. cuatro de ellos se inmolaron, matando a entre 8 y 16 soldados, mientras que el quinto, un niño de 13 años, fue capturado vivo.
El 12 de junio, el bando leal avanzó hasta llegar a 6 km del distrito de al-Rasafeh (al sur de la capital provincial) y a 5 km de la base aérea. También fue derribado un VANT del Estado Islámico.
En la madrugada del 13 de junio, Daesh lanzó un asalto nocturno en Abu Allaj que fue repelido por las fuerzas gubernamentales.
Tras haberse estancado por casi una semana a 15 km de Tabqa, la ofensiva fue reanudada el 19 de junio. El ejército avanzó 8 km y capturó el capo petrolífero de Thawrah. Sin embargo, fue recapturado horas más tarde durante un ataque de Daesh que incluyó a tres coches bomba. Doce horas después, el bando leal contraatacó y recuperó el territorio perdido, pero el Estado Islámico lanzó un asalto en el que capturaron los campos de Thawrah y Sfaiyeh, así como el cruce de al-Rasafeh y Khirbat Zeidan, expulsando a las fuerzas gubernamentales de Raqqa una vez más.